# Terje Rypdal

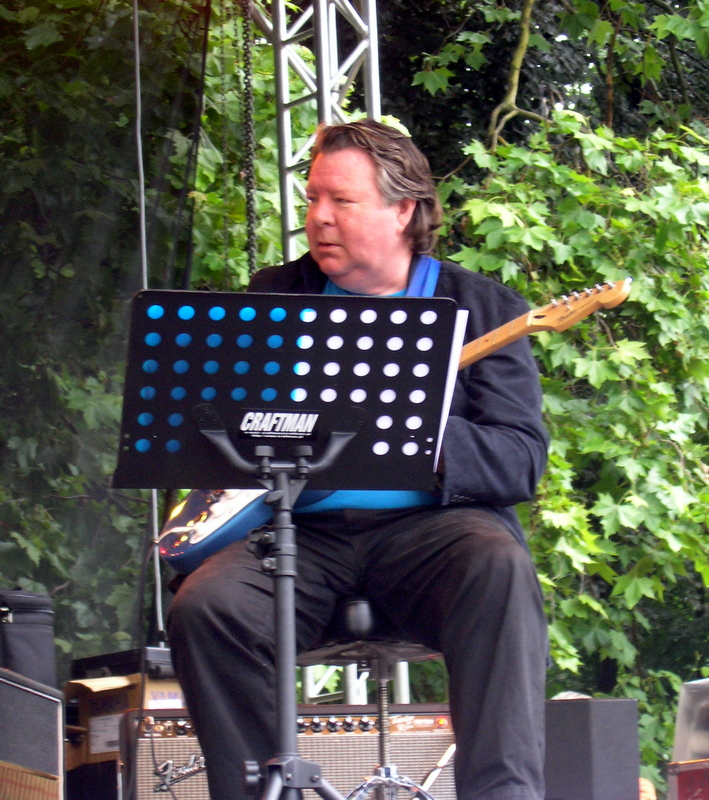
Terje Rypdal

Terje Rypdal (Oslo, 23 augustus 1947) is een Noorse componist van hedendaagse klassieke muziek, rock-gitarist, jazz-gitarist en uitvoerder van experimentele gitaarmuziek. Daarnaast produceert hij soms opnamen van anderen (Ruphus). Tijdens de jaren zeventig was hij orkestleider bij de uitvoering, in Noorwegen, van de musical Hair.
Rypdal begon op zijn vijfde met pianolessen, maar op zijn dertiende verruilde hij de piano voor de gitaar, waarin hij bijna autodidact is. Tussen 1970 en 1972 studeerde hij compositieleer aan de Universiteit van Oslo, bij componist Fin Mortensen.

## Carrière
Zijn muzikale carrière begon hij als gitarist (1962-1967) van The Vanguards, waarbij zijn stijl naar Hank Marvin verwees. Daarna sloot hij zich aan bij The Dream, waarin ook Jan Garbarek speelde. In 1968 richtte Rypdal zich op de jazz annex jazzrock waarbij hij soms zeer ijle gitaar muziek speelt en dan weer zeer agressieve klanken voortbrengt waaronder distortion. Hij speelde met allerlei andere jazzmusici waaronder Jan Garbarek en George Russell, al of niet deel uitmakend van de ECM-stal. Hij maakt korte tijd deel uit van Min Bul. Een doorbraak was zijn optreden met Lester Bowie tijdens het jazzfestival van Baden-Baden in 1969. Verreweg zijn meeste albums zijn bij het Duitse platenlabel ECM Records verschenen; daar zijn ook een aantal klassiek gerichte opnamen bij.
In 1985 kreeg Rypdal een oeuvreprijs van de Noorse Muziekbond. Later ontving hij andere prijzen. Rypdal is woonachtig in Molde met zijn echtgenote Elin, met wie hij twee kinderen heeft.

## Discografie
- Get Dreamy (The Dream) (Polydor 842 972-2) 1967
- Bleak House (Polydor/Universal Norway 547 885-2) 1968
- Electronic Sonata for Souls Loved by Nature (George Russell) (Soul Note 121034-2) 1969
- Esoteric circle (Jan Garbarek) (Freedom FCD 41031) 1969
- Briskeby Blues (Jan Erik Vold) (Philips 834 711-2) 1969
- Gittin' to Know Y'all (The Baden-Baden Free Jazz Orchestra) (POCJ-2553) 1969
- Min Bul (Polydor 2382003) 1970
- Trip to Prillarguri (George Russell Sextet) (Soul Note 121029-2) 1970
- Afric pepperbird (Jan Garbarek Quartet) (ECM 1007) 1970
- Sart (Jan Garbarek Quintet) (ECM 1015) 1971
- Terje Rypdal (ECM 1016) 1971
- Hav (Jan Erik Vold) (Philips 6507 002) 1971
- Listen to the Silence (A Mass of Our Time) (George Russell Orchestra) (Soul Note 121024-2) 1971
- Actions (Krzystof Penderecki / Don Cherry & The New Eternal Rhythm Orchestra Live in Donaueschingen) (Wergo SM 1010; Philips 6305153; on CD as Transparency TRANS00081971) 1971
- New Violin Summit (Jean-Luc Ponty, Don "Sugarcane" Harris, Michał Urbaniak, Nipso Brantner, Wolfgang Dauner, Neville Whitehead, Robert Wyatt) (MPS 3321285-8/MPS 88025-2/MPS2222720-0 - released on CD as Euro Series 468036 504) 1971[1]
- Popofoni (Krog, Garbarek, Rypdal, et al.) (Sonet SLP 1421,2) 1971
- Real Rock 'N' Roll (Per "Elvis" Granberg & The New Jordal Swingers) (Philips 6317013) 1973
- Morning Glory (John Surman) (Future Music FMRCD-13 L495) 1973
- What Comes After (ECM 1031) 1974
- Whenever I Seem to be Far Away (ECM 1045) 1974
- Odyssey (ECM 1067/8) 1975
- New Jazz Festival - Hamburg 1975 (Various Artists) 1975
- After the Rain (ECM 1083) 1976
- The Hapless Child (Michael Mantler / Edward Gorey) (Watt/4) 1976
- No Time for Time (Pal Thowsen / Jon Christensen) (Zarepta ZA 34005/Sonet SLP1437) 1976
- Samse Tak! (Egil "Bop" Johansen) (Four Leaf FLC 5013) 1976
- Satu (Edward Vesala) (ECM 1088) 1977
- Bruksdikt for Deg og Meg (Carl Frederik Prytz) (Polydor 2920 172) 1977
- Waves (ECM 1110) 1978
- Three Day Moon (Barre Phillips) (ECM 1123) 1978
- Rypdal/Vitous/DeJohnette (ECM 1125) 1979
- Descendre (ECM 1144) 1980
- Apecalypso Nå (Lars Mjøen & Knut Lystad) (label info?) 1980
- Norsk Rock's Gyldne År (The Vanguards) (SONET SLP 1458) 1980
- To Be Continued (ECM 1192) 1981
- Eos (ECM 1263) 1984
- Chaser (ECM 1303) 1985
- Bratislava Jazz Days 1985 (Opus Czechoslovakia 9115 1810-11, two-LP set) 1985
- Comanchero (The Vanguards) (Polydor 831 208-1) 1986
- Blue (ECM 1346) 1987
- Nice Guys (Hungry John & The Blue Shadows) (Norwegian label?) 1987
- Natt Jazz 20 Ar (Various Artists) (Grappa Records GRCD 103) 1988
- The Singles Collection (ECM 1383) 1989
- Undisonus (ECM 1389) 1990
- Contemporary Music for Big Band (Sandvika Storband) (SSCD 002) 1990
- Twang!!! (The Vanguards) (DLP 33043/Triola TRCD 06) 1990
- Vegmerker (Trondhjems Studentersangforening) (Pro Musica PP9022) 1990
- Q.E.D. (ECM 1474) 1991
- Mnaomai, Mnomai (Heinz Reber) (ECM 1378) 1991
- Water Stories (Ketil Bjørnstad) (ECM 1503) 1993
- Unplugged: Mozart and Rypdal (Hans Petter Bonden) (MTG-CD 21111) 1993
- Deep Harmony (Tomra Brass Band) 1994
- The Sea (Bjørnstad/Darling/Rypdal/Christensen) (ECM 1545) 1995
- Nordic Quartet (Surman/Krog/Rypdal/Storaas) (ECM 1553) 1995
- If Mountains Could Sing (ECM 1554) 1995
- Come Together: Guitar Tribute To The Beatles, Vol. 2 (Various Artists) 1995
- Skywards (ECM 1608) 1997
- The Sea II (Bjørnstad/Darling/Christensen/Rypdal) (ECM 1633) 1998
- Rypdal & Tekrø (RCA 74321 242962) 1997
- Bitt (Audun Kleive) (Polygram 5365832) 1997
- Litania - Music of Krzysztof Komeda (Tomasz Stanko Septet) (ECM 1636) 1997
- Meridians (Torbjørn Sunde) (ACT 9263-2) 1997
- Road Song (Knut Mikalsen's Bopalong Quintet) (Villa Records AS VRCD 005) 1997
- Rypdal/Tekrø II 1997
- Dawn Of A New Century (Secret Garden) (Mercury Records 538 838-2) 1999
- Snøfreser'n/FBI (Øystein Sunde) (Spinner Records GTIS 704 - cd-single) 1999
- Kartā (Stockhausen/Andersen/Héral/Rypdal) (ECM 1704) 2000
- Double Concerto / 5th Symphony (ECM 1567) 2000
- Song....Tread Lightly (Palle Mikkelborg) (Sony Denmark CK 91439) 2000
- Navigations (Kyberia) (Simax Classics PSC 1212) 2000
- Open The Door Softly (Helen Davis) (EXLCD 30079, EXLIBRIS) 2000
- Selected Recordings (Volume VII of ECM's :rarum series) (rarum 8007) 2002
- Sonata / Nimbus (Birgitte Stærnes) (MTG Record Company; A Corda) 2002
- Magica Lanterna (Ronni Lé Tekrø) 2002
- Lux Aeterna (ECM 1818) 2002
- Kahlil Gibran's "The Prophet" 2003
- Vanguards Special (The Vanguards 1963-2003) (The Vanguards) (Tylden & Co. GTACD8191/2) 2003
- High Lines (Michael Galasso) (ECM 1713) 2005
- Vossabrygg (ECM 1984) 2006
- Life in Leipzig (Bjørnstad/Rypdal) (ECM 2052) 2008
- Crime Scene (ECM 2041) 2010
- Melodic warrior (ECM 2006) 2013